# Chaville
Chaville est une commune française située dans le département des Hauts-de-Seine en région Île-de-France, le long de l'axe majeur entre le sud-ouest de Paris et Versailles.
Chaville a la particularité de disposer d'un patrimoine forestier remarquable : la moitié de son territoire est occupé par la forêt de Meudon et la forêt de Fausses-Reposes, héritage des chasses des rois de France.

## Géographie

### Localisation
Chaville est une commune située le long de l'axe principal entre Paris et Versailles. Elle est située à 16 kilomètres au sud-ouest de la cathédrale Notre-Dame de Paris, point zéro des routes de France et à 5,5 kilomètres à l'est du château de Versailles.
Elle est localisée à 4 kilomètres de la sous-préfecture Boulogne-Billancourt et du pont de Sèvres, et à  8 kilomètres de la porte de Sèvres.
Bordée par la forêt de Meudon d'une part et la forêt de Fausses-Reposes d'autre part, 44 % de sa superficie est recouverte de forêts. Le « bois de Chaville » de la chanson n'est donc pas un lieu géographique, ce qui n'a pas empêché la Fête du muguet de se tenir de 1956 à 1968.
Elle est membre de la communauté d'agglomération Grand Paris Seine Ouest.
Chaville jouxte les communes de Meudon au sud-est, Sèvres au nord et à l'est, Ville-d'Avray au nord-ouest, Viroflay à l'ouest et Vélizy-Villacoublay au sud-ouest.
Chaville est traversée par l'ancienne RN 10 (actuelle RD 910) reliant Paris à Versailles, qui constitue l'artère principale de la ville. Cette artère est nommée avenue Roger-Salengro. C'est sur cette rue que sont placés la mairie, le centre culturel (nommé l'Atrium), une des trois écoles primaires de la ville, ainsi qu'un collège privé.
Les communes limitrophes sont  Meudon, Sèvres, Ville-d'Avray, Viroflay et Vélizy-Villacoublay.
| Ville-d'Avray | Sèvres              | Sèvres |
| Viroflay      | Chaville            | Meudon |
|               | Vélizy-Villacoublay |        |

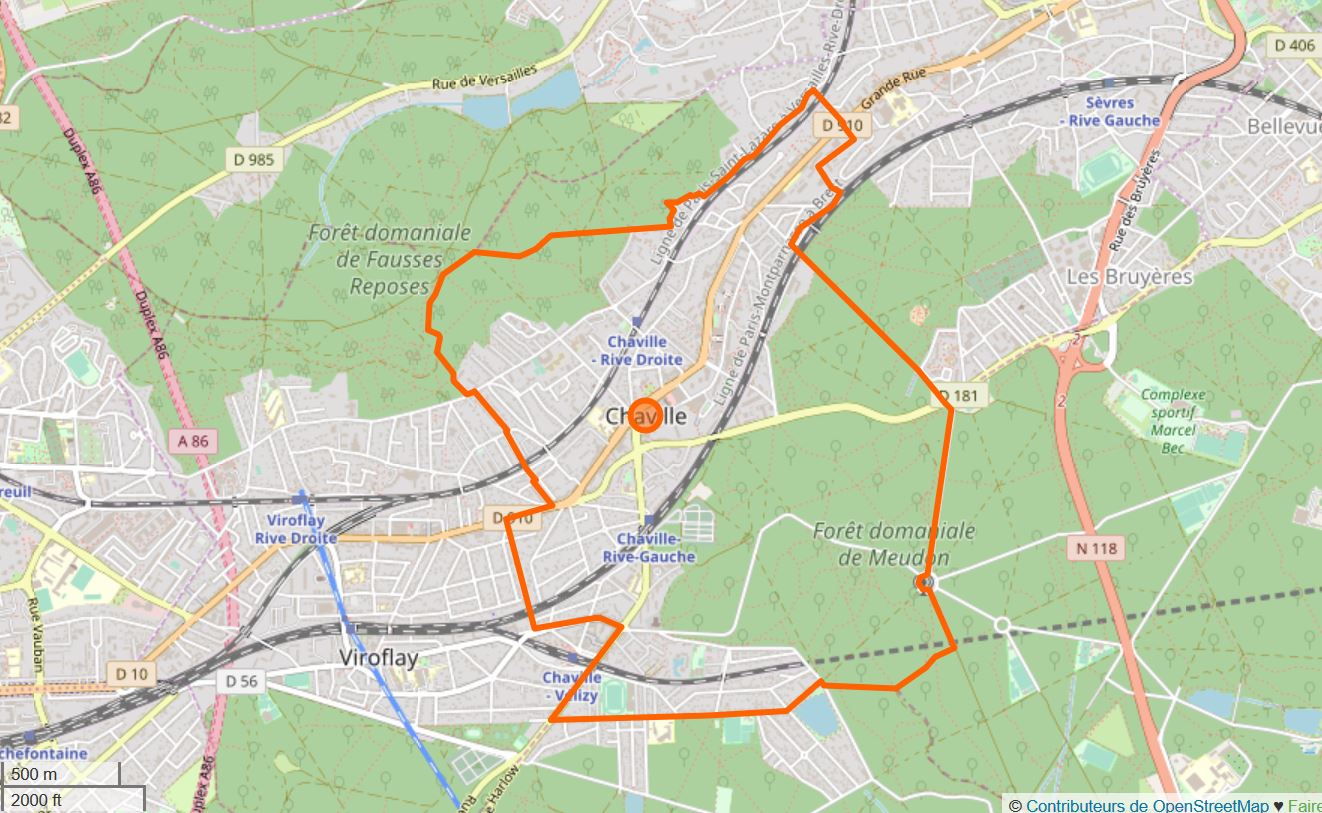
Carte de la commune de Chaville dans son environnement géographique.

Chaville était traversée par le ru de Marivel (entièrement souterrain maintenant) qui servait aux blanchisseurs du quartier du Doisu et qui se transforma, donc, peu à peu en égout.

### Géologie et relief
La superficie de la commune est de 355 hectares ; l'altitude varie de 63  à   173 mètres.
Le relief de la ville est formé d'une "cuvette". Le passage par une pente à 14 % est même nécessaire si l'on veut rejoindre Chaville à la sortie de la RN 118 (rue du Pavé-des-Gardes).

### Climat
Pour des articles plus généraux, voir Climat de l'Île-de-France et Climat des Hauts-de-Seine.
En 2010, le climat de la commune est de type climat océanique dégradé des plaines du Centre et du Nord, selon une étude du CNRS s'appuyant sur une série de données couvrant la période 1971-2000. En 2020, Météo-France publie une typologie des climats de la France métropolitaine dans laquelle la commune est exposée à un climat océanique altéré et est dans la région climatique Sud-ouest du bassin Parisien, caractérisée par une faible pluviométrie, notamment au printemps (120 à 150 mm) et un hiver froid (3,5 °C).
Pour la période 1971-2000, la température annuelle moyenne est de 11,2 °C, avec une amplitude thermique annuelle de 15 °C. Le cumul annuel moyen de précipitations est de 667 mm, avec 11,1 jours de précipitations en janvier et 8,1 jours en juillet. Pour la période 1991-2020, la température moyenne annuelle observée sur la station météorologique la plus proche, située sur la commune de Toussus-le-Noble à 9 km à vol d'oiseau, est de 11,5 °C et le cumul annuel moyen de précipitations est de 677,0 mm,. Pour l'avenir, les paramètres climatiques de la commune estimés pour 2050 selon différents scénarios d'émission de gaz à effet de serre sont consultables sur un site dédié publié par Météo-France en novembre 2022.

## Urbanisme

### Typologie
Au 1er janvier 2024, Chaville est catégorisée grand centre urbain, selon la nouvelle grille communale de densité à sept niveaux définie par l'Insee en 2022.
Elle appartient à l'unité urbaine de Paris, une agglomération inter-départementale regroupant 407  communes, dont elle est une commune de la banlieue,,. Par ailleurs la commune fait partie de l'aire d'attraction de Paris, dont elle est une commune du pôle principal,. Cette aire regroupe 1 929 communes,.

### Occupation des sols

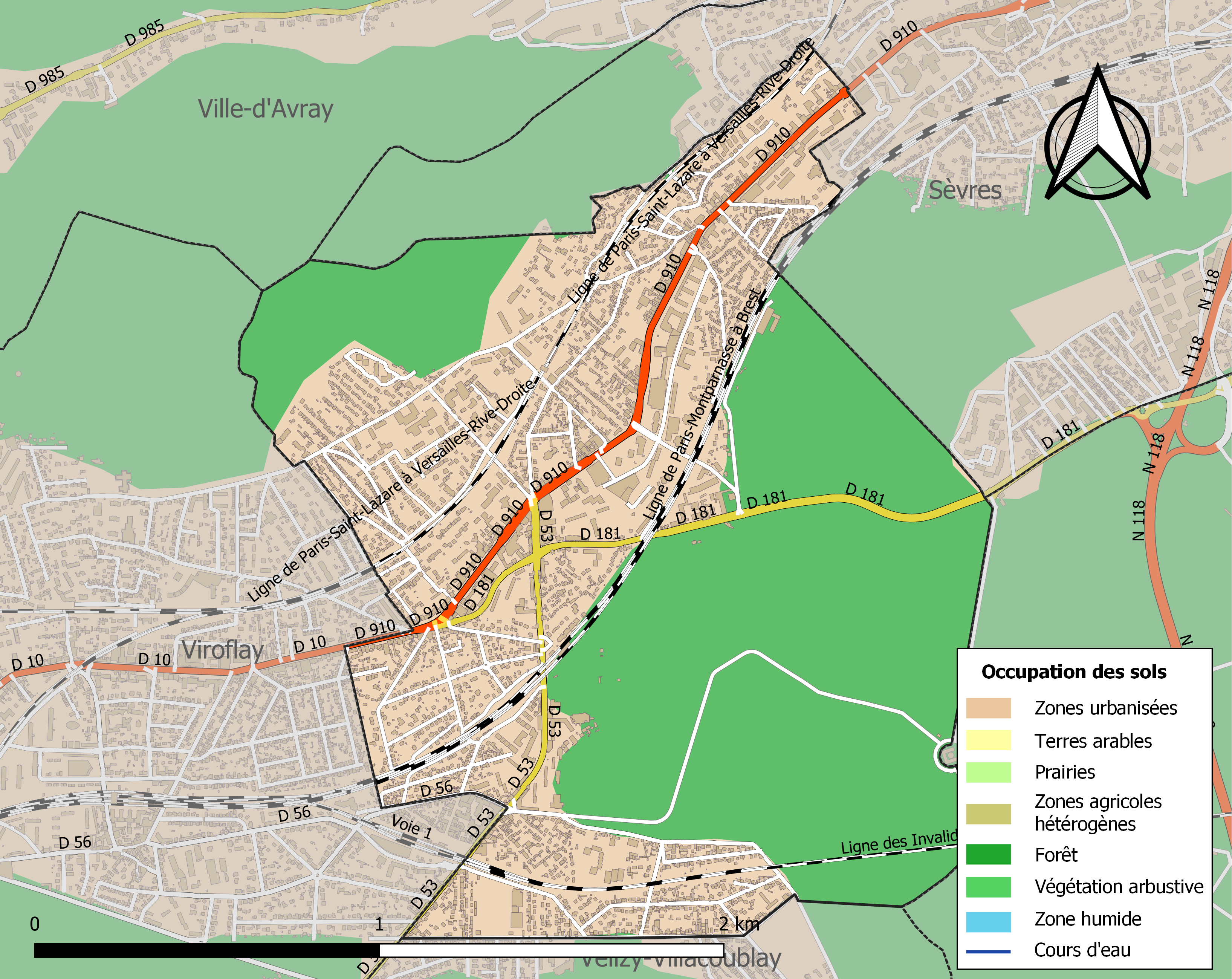
Carte de l'occupation des sols.

| Type d'occupation           | Pourcentage | Superficie (en hectares) |
| --------------------------- | ----------- | ------------------------ |
| Espace urbain construit     | 49,98 %     | 178,45                   |
| Espace urbain non construit | 4,09 %      | 14,06                    |
| Espace rural                | 45,93 %     | 164,01                   |
| Source : Iaurif-MOS 2003    |             |                          |

### Habitat et logement
En 2019, le nombre total de logements dans la commune était de 9 980, alors qu'il était de 9 220 en 2014 et de 8 955 en 2009.
Parmi ces logements, 91 % étaient des résidences principales, 1,7 % des résidences secondaires et 7,2 % des logements vacants. Ces logements étaient pour 24,3 % d'entre eux des maisons individuelles et pour 75 % des appartements.
Le tableau ci-dessous présente la typologie des logements à Chaville en 2019 en comparaison avec celle des Hauts-de-Seine et de la France entière. Une caractéristique marquante du parc de logements est ainsi une proportion de résidences secondaires et logements occasionnels (1,7 %) inférieure à celle du département (3,8 %) mais supérieure à celle de la France entière (9,7 %). Concernant le statut d'occupation de ces logements, 52,9 % des habitants de la commune sont propriétaires de leur logement (54 % en 2014), contre 42,6 % pour les Hauts-de-Seine et 57,5 pour la France entière.
| Typologie                                               | Chaville | Hauts-de-Seine | France entière |
| ------------------------------------------------------- | -------- | -------------- | -------------- |
| Résidences principales (en %)                           | 91       | 89,7           | 82,1           |
| Résidences secondaires et logements occasionnels (en %) | 1,7      | 3,8            | 9,7            |
| Logements vacants (en %)                                | 7,2      | 6,5            | 8,2            |

### Projets d'aménagements
En 2015, la Ville a achevé de rénover le centre-ville, avec la création de près d’un hectare de nouveaux espaces publics arborés et plantés : la place du Marché, le square des Coteaux, le parvis des Écoles, la rue des Fontaines Marivel, l’Allée de la Forêt, ainsi que le square et le parvis de l’église Notre-Dame de Lourdes en 2018. Intitulé Cœur de ville, ce projet permet de relier la ville et la forêt, entre l’avenue Roger Salengro et la route du Pavé des Gardes. Il comprend la MJC-25 de la Vallée, un bâtiment à l’architecture remarquée dans toutes les revues internationales spécialisées, basse consommation, parfaitement isolé, tant sur le plan énergétique que sur le plan acoustique, ainsi qu’une halle du marché de 350 m2 ouverte sur l’extérieur et surmontée de deux étages de bureaux.
Entre 2018 et 2020, la requalification des quartiers de la ville s’est poursuivi pour donner vie à deux pôles secondaires de vie et d’animation : 
- Le secteur de la gare Chaville Rive gauche, avec le remplacement, route des Huit Bouteilles, de l’ancienne guinguette "Au Petit Robinson" par le jardin Simone Veil, limitrophe du parc forestier de la Mare Adam où s’est installé un parcours accrobranche remarquable.
- Le Carré Atrium, avec la mise en place d’un espace public traversant doté de deux placettes se répondant de part et d’autre d’une avenue Roger Salengro redessinée, ainsi qu’une résidence avec des commerces en pied d’immeuble.

Deux nouveaux pôles sont par ailleurs en cours de création : 
- Le secteur de la gare Chaville Rive droite, avec l’édification de trois projets immobiliers dotés de commerces en pied d’immeuble. Deux immeubles seront livrés au cours de l’année 2024.
- Le secteur de la gare Chaville Vélizy, et notamment la rue de Jouy où des projets d’urbanisme commercial seront implantés.

Depuis 2008, la municipalité s’est engagée dans un programme de rénovation des écoles chavilloises, s’inscrivant dans un triple objectif de confort et de performance pédagogique, de performance énergétique et de remise aux normes. En 2011, le groupe scolaire Paul Bert-Les Pâquerettes a été réalisé. De 2018 à 2020, un projet de rénovation-extension de l’école maternelle des Jacinthes a pris corps. En 2023, la réhabilitation du groupe scolaire Anatole France-Les Iris s’est achevée après trois ans de travaux : rénovation énergétique, liaison créée entre les deux écoles, nouveaux préaux, surélévation de l’école maternelle, nouveaux espaces périscolaires, etc. Le chantier de modernisation de l’école élémentaire Ferdinand Buisson a débuté en janvier 2024 : prévu pour une durée de 16 mois, le projet prévoit notamment l’aménagement d’un grand préau le long de la façade.
Enfin, les écoles maternelles du Muguet et des Myosotis ont bénéficié d’une remise à niveau. Les projets comprennent à chaque fois l’intégration de cours OASIS, qui proposent des espaces plus naturels, avec un retour très marqué de la végétation sous différentes formes (arbustes, arbres, plantes vivaces, copeaux de bois…), mais aussi des aménagements plus ludiques pouvant servir de supports pédagogiques aux enseignants pour développer les apprentissages en lien avec la nature et la biodiversité.

### Voies de communication et transports

#### Réseau routier
La route principale de Chaville est l'avenue Roger-Salengro, ancienne Route nationale 10, qui constitue l'axe principal entre Paris et Versailles. Cette route sépare la ville entre d'un côté la rive gauche et de l'autre la rive droite (par rapport aux gares qui desservent la rive droite ou la rive gauche).
Les autres axes importants de la ville sont le Pavé des Gardes, reliant la Pointe de Chaville aux hauteurs de Sèvres et Meudon et à la route nationale RN 118 à travers la forêt de Meudon, et la rue Anatole-France prolongée par la rue de Jouy qui permettent de rejoindre Vélizy-Villacoublay et l'autoroute A86.
Ces trois routes sont les seules routes départementales de la ville et sont limitées à 50 km/h.
Les autres rues sont communales et forment un ensemble de 23 km de voiries limitées à 20 km/h ou à 30 km/h.

#### Pistes cyclables
La ville possède de nombreuses pistes cyclables, particulièrement dans les bois.
Le site de l'Institut d'aménagement et d'urbanisme d'Île-de-France présente une carte interactive de toutes les pistes cyclables, Chaville incluse.

#### Desserte ferroviaire
Fait rare pour une commune de cette taille, trois gares ferroviaires sont situées sur son territoire :
- La gare de Chaville - Vélizy, sur la ligne C du RER (localisée sur la commune de Viroflay)
- La gare de Chaville-Rive-Droite sur les lignes L et U du Transilien
- La gare de Chaville-Rive-Gauche sur la ligne N du Transilien.

La Gare de Chaville - Vélizy, ouverte depuis 1902 mais dont la ligne est ouverte depuis 1840 située sur la ligne C du RER, est localisée sur la commune de Viroflay mais à proximité immédiate de Chaville. La gare a pour destinations Juvisy, Dourdan - La Forêt, Saint-Martin-d'Étampes, Javel, Versailles-Chantiers, Saint-Quentin-en-Yvelines et Versailles-Château.
Depuis 1840, la gare de Chaville-Rive-Droite, située sur la ligne L et la ligne U dessert Paris-Saint-Lazare, Versailles-Rive-Droite, La Verrière et La Défense.
La gare de Chaville-Rive-Gauche sur la ligne de Paris-Montparnasse à Brest, actuelle branche principale de la ligne N du réseau Transilien est mise en service au même moment que la ligne, en 1840. Elle dessert Paris-Montparnasse, Rambouillet, Plaisir - Grignon et Mantes-la-Jolie.

Les gares de Chaville
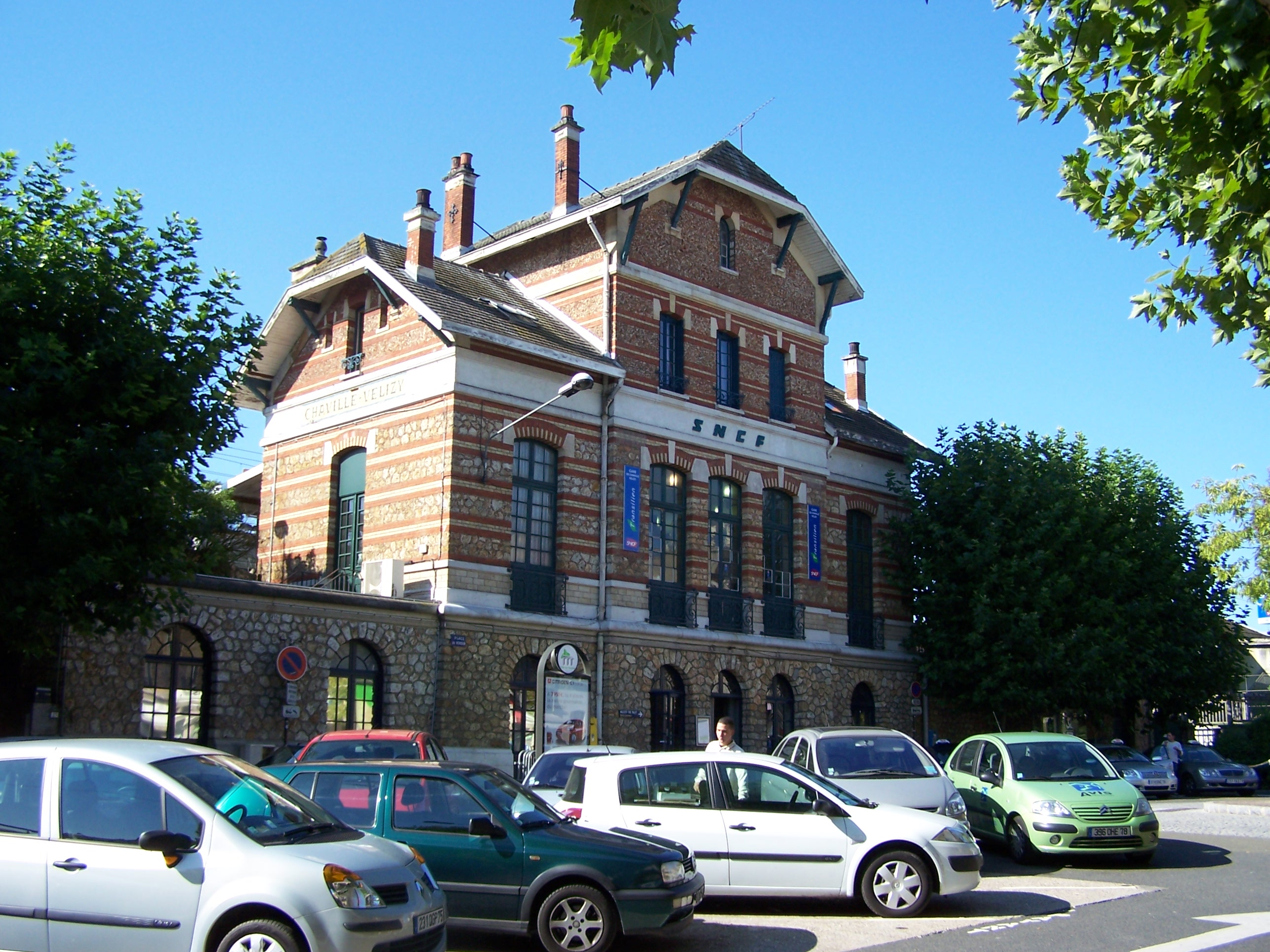
La gare de Chaville - Vélizy.
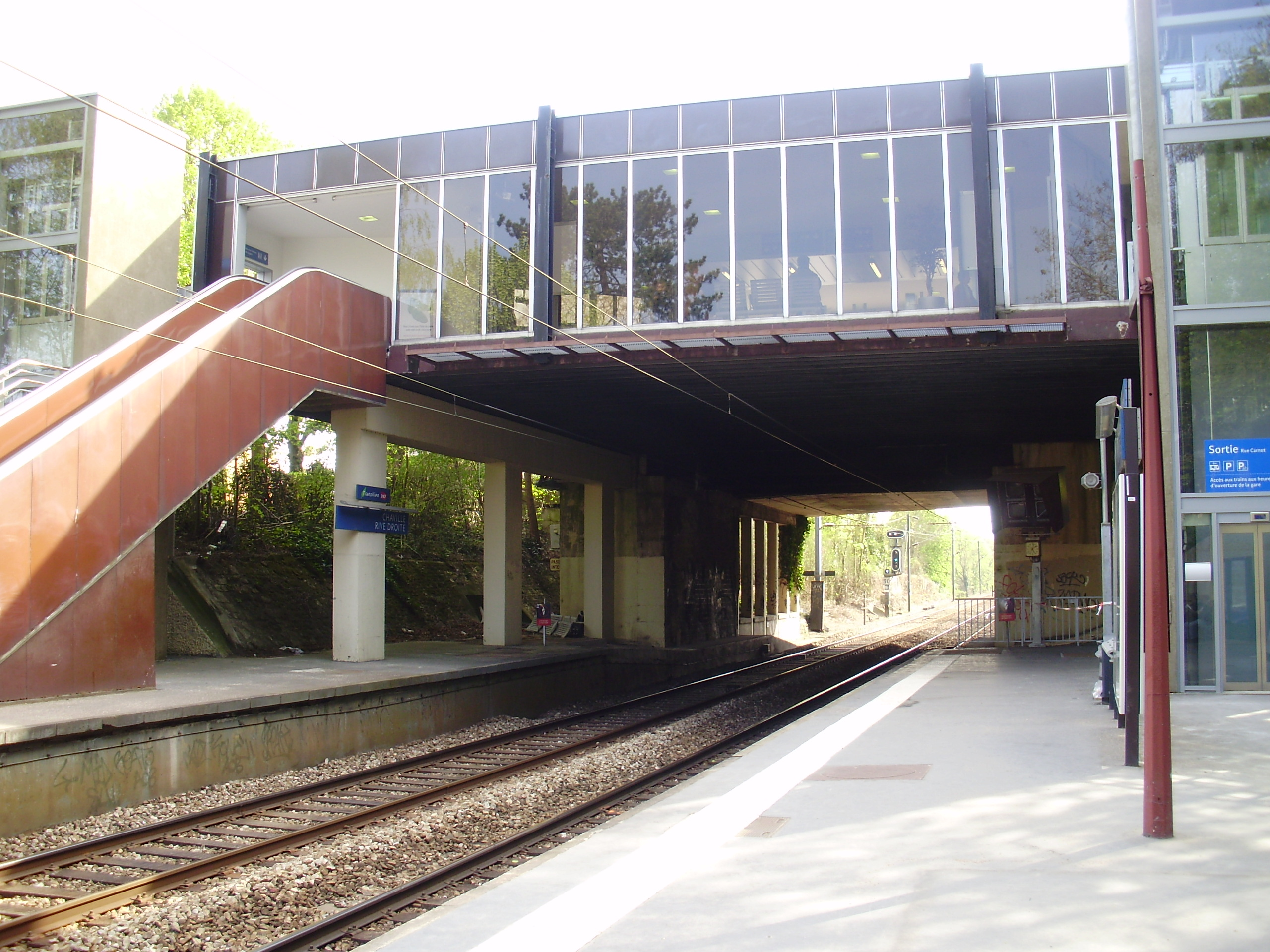
La gare de Chaville-Rive-Droite.
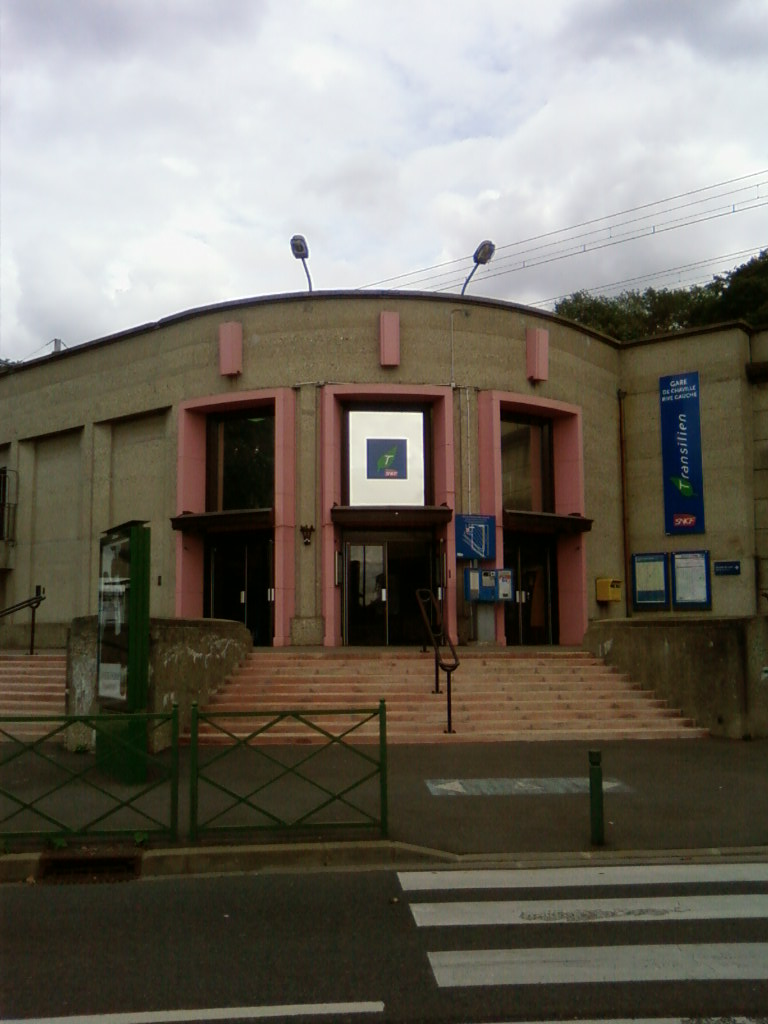
La gare de Chaville-Rive-Gauche.

#### Desserte routière
Chaville est traversée de part en part par la ligne 171 du réseau de bus RATP qui relie Pont de Sèvres (en correspondance avec les lignes 9 du métro et T2 du tramway) et le château de Versailles. Cette ligne est l'héritière de l'ancienne ligne de tramway Boulogne - Versailles. Aux heures de pointe en semaine, la ligne effectue des services partiels aux gares de Chaville-Rive-Droite et de Chaville-Rive-Gauche.
La commune est également desservie par les lignes du Réseau de bus de Vélizy Vallées 6132, 6133 et 6134. Les trois lignes partent toutes de la gare de Chaville-Rive-Droite.
Par ailleurs, la ville est desservie par les lignes de bus Grand Paris Seine Ouest : la ligne GPSO Bus et le Chavilbus. Le premier dessert le nord et le nord-est de la commune via le quartier de Marivel tandis que le second dessert le sud de la ville via le quartier de l'Ursine, en limite avec la commune de Viroflay.
La nuit, Chaville est desservie par la ligne N145 du Noctilien, qui relie Paris-Montparnasse à Rambouillet.

## Toponymie
Le nom de la localité est attesté sous les formes Inchadi villa vers l'an 800, Cativilla en 1129, Chavilla en 1459, Calida Villa, Ville chat.
Chaville remonte sans doute à *Inchad villa, par aphérèse de l'élément In- compris sans doute comme l'article indéfini un ou le préfixe négatif in-, avec en même temps [?] un amuïssement du d de Inchad(us), anthroponyme de type germanique. Le sens global est donc celui de « domaine d’Inchadus ».

## Histoire
Au IXe siècle, l'évêque de Paris, Ichad ou Inchadus, crée un hameau appelé Inchadivilla pour la convalescence des patients de l'Hôtel-Dieu. Progressivement, le nom a évolué et s'est transformé en Chadivilla, Cativilla et enfin Chaville.
En 1654, le secrétaire du roi chancelier de France Michel Le Tellier était seigneur de Chaville et de Viroflay. Son fils, Louvois, ministre de la guerre sous Louis XIV fit construire à Chaville un sublime château inspiré du Versailles de Louis XIII. Il remplace l'un des trois anciens châteaux féodaux. L'immense domaine avec bassins, jets d'eau, communs, étangs, forêt débordait sur l'actuelle commune de Viroflay, où se pratiquait l'élevage (dans le « parc aux vaches » qui deviendra « haras royal » puis quartier du Haras).
Le 21 janvier 1696, Louis XIV acquit cette terre pour son fils aîné, le grand Dauphin.
À la Révolution française, le château est vendu à un entrepreneur qui le détruit et en vend les pierres. Certaines de ces pierres serviront à construire la maison du maire Frémin, devenue aujourd'hui l'actuelle mairie.
Vers 1823 le peintre Camille Corot dont les parents avaient acquis une propriété à Ville-d'Avray en 1817, a réalisé un tableau intitulé Le Petit Chaville. C'est une huile sur papier, marouflé sur toile, aujourd'hui conservé à l'Ashmolean Museum à Oxford.
La ville prit son essor lors de la construction de la Grande Route (devenue la RN 10), qui reliait Paris au château de Versailles, avec le développement de nouvelles activités (relais de chevaux, auberges…).
Cette grande route a également permis aux Chavillois de prendre part à de nombreux événements nationaux : la marche révolutionnaire des Parisiens sur Versailles et le retour de la famille royale à Paris les 5 et 6 octobre 1789, le siège de Paris par les Prussiens pendant la guerre de 1870-1871, le passage de la deuxième division blindée en route pour libérer la capitale de l'occupation allemande le 24 août 1944.
Au XIXe siècle, la population a augmenté, pour atteindre 3 600 habitants en 1900.
Peu à peu, le centre ville s'est déplacé vers la Grande-Route, devenue aujourd'hui l'avenue Roger-Salengro. Un certain nombre d'édifices comme le groupe scolaire Paul-Bert, la mairie, l'église ou le marché ont été implantés le long de cet axe, qui a aussi servi d'appui au développement des quartiers du Petit Viroflay, du Bas Chaville, du Doisu, de la Pointe de Chaville.
Quelques industries comme une brasserie, une usine métallurgique, des fours à chaux et surtout des carrières de calcaire ont pris un certain essor. Cependant, comme dans la plupart des villes du Sud et de l'Ouest de Paris, la blanchisserie a représenté l'activité la plus répandue depuis l'installation de la cour de Louis XIV à Versailles. En 1900, un tiers des Chavillois est occupé à laver, sécher et repasser le linge de la capitale.

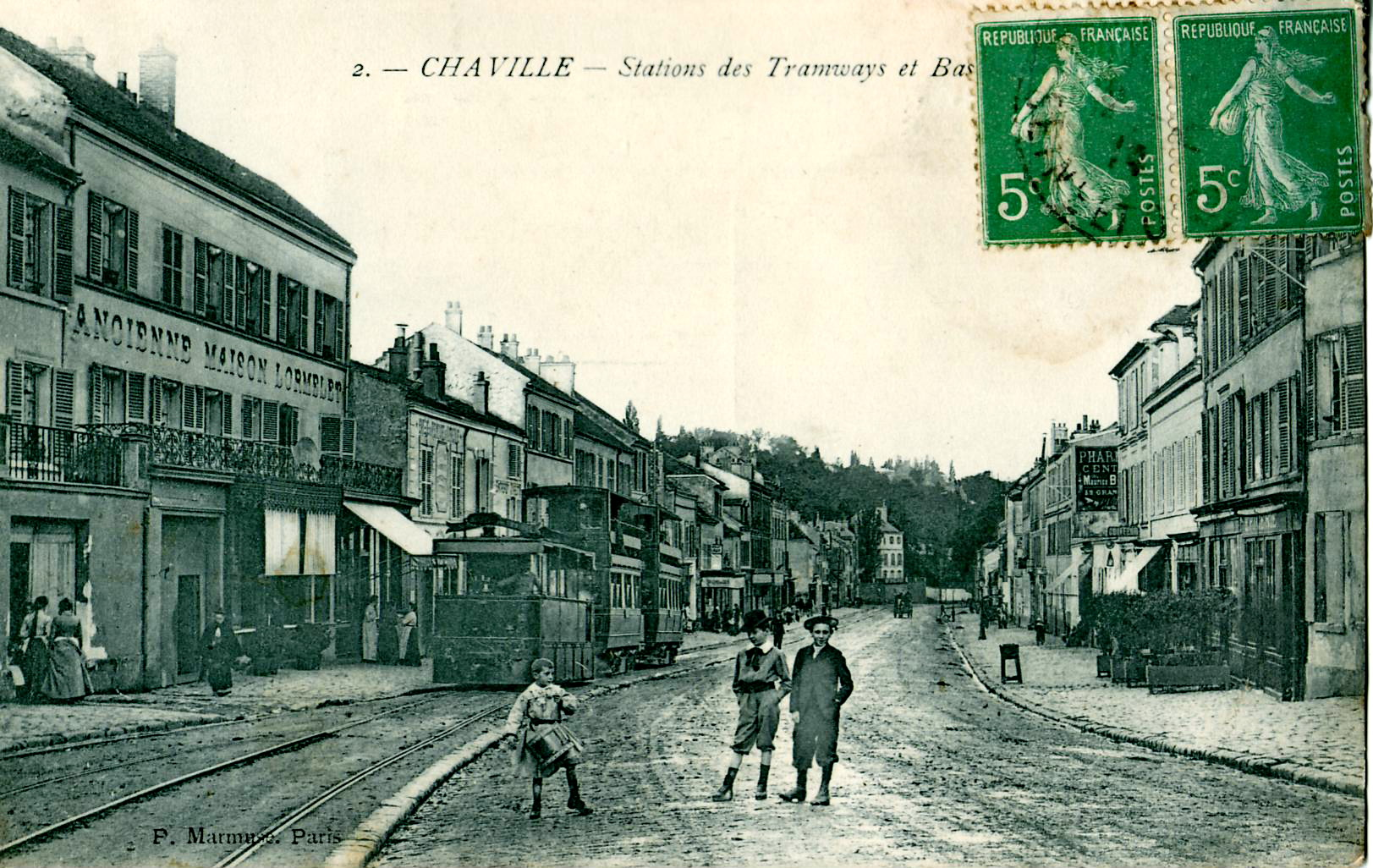
Le tramway de Sèvres à Versailles à la station de Chaville, au tout début du XX.

Avec la construction de trois lignes de chemins de fer entre 1840 et 1902, ainsi que de la ligne du tramway de Sèvres à Versailles reliant Paris à Versailles au début du XXe siècle, Chaville a vu son tourisme dominical se développer et a attiré de nombreux Parisiens dans ses forêts, ses restaurants et ses guinguettes.
Ses forêts donnèrent à Chaville une certaine renommée. Dans les années 1950, le bois et son muguet sont rendus célèbres par la chanson de Pierre Destailles Tout ça parc' qu'au bois d'Chaville. Chaque 1er mai de 1956 à 1968, les fêtes du Muguet, qui se déroulaient sur une quinzaine de jours, attiraient de nombreux badauds. Les visiteurs pouvaient y croiser de nombreuses vedettes (Jean Carmet ou Annie Cordy), suivre le défilé de chars fleuris menés par la reine du muguet ou assister à diverses manifestations (défilés de mode, courses de moto-cross, corridas, match de football ou de catch).
Au cours du XXe siècle, quelques nouvelles industries et entreprises tertiaires s'installent à Chaville. La vocation résidentielle de la ville, dont l'origine remonte à la mise en vente par lots des grands domaines (lotissement du parc Fourchon, le Clos de la Source en 1923), se renforce. Villas atypiques, maisons en meulière, architecture néoclassique, pavillons style années 1930, maisons ouvrières fleurissent alors.

## Politique et administration

### Rattachements administratifs et électoraux
Jusqu’à la loi du 10 juillet 1964, la commune faisait partie du département de Seine-et-Oise. Le redécoupage des anciens départements de la Seine et de Seine-et-Oise place désormais la commune dans le département des Hauts-de-Seine et son arrondissement de Boulogne-Billancourt, à la suite d'un transfert administratif effectif le 1er janvier 1968.
Pour l'élection des députés, la ville est rattachée depuis 1988 à la huitième circonscription des Hauts-de-Seine.
Elle faisait partie depuis 1793 du canton de Sèvres de Seine-et-Oise. Lors de la mise en place des Hauts-de-Seine, la commune devient en 1967 le chef-lieu du canton de Chaville. Dans le cadre du redécoupage cantonal de 2014 en France, la commune fait désormais partie du canton de Meudon.

### Intercommunalité

Grand Paris Seine Ouest.

La commune était membre depuis le 1er janvier 2004 de la Communauté d'agglomération Arc de Seine. Celle-ci a décidé de s'unir avec l'intercommunalité voisine communauté d'agglomération Val de Seine pour former, le 1er janvier 2010, à la communauté d'agglomération Grand Paris Seine Ouest.
Dans le cadre de la mise en œuvre de la volonté gouvernementale de favoriser le développement du centre de l'agglomération parisienne comme pôle mondial est créée, le 1er janvier 2016, la métropole du Grand Paris (MGP), dont la commune est membre. La loi portant nouvelle organisation territoriale de la République du 7 août 2015 prévoit également la création de nouvelles structures administratives regroupant les communes membres de la métropole, constituées d'ensembles de plus de 300 000 habitants, et dotées de nombreuses compétences, les établissements publics territoriaux (EPT).
La commune a donc été intégrée le 1er janvier 2016 à l'Établissement public territorial Grand Paris Seine Ouest.
L'EPT G.P.S.O. regroupe 8 communes pour un total de  318 815 habitants (données 2020) et une superficie de 32,38 km². Les communes sont Boulogne-Billancourt, Chaville, Issy-les-Moulineaux, Marnes-la-Coquette, Meudon, Sèvres, Vanves et Ville d'Avray.
Le siège de l'intercommunalité est situé à Meudon, route de Vaugirard. Elle est présidée depuis 2010 par Pierre-Christophe Baguet, également maire de Boulogne-Billancourt.

### Tendances politiques et résultats

#### Élections présidentielles
Résultats des deuxièmes tours :
- Élection présidentielle de 2012[30] : 50,52 % pour Nicolas Sarkozy (UMP), 49,48 % pour François Hollande (PS). Le taux de participation était de 83,94 %.
- Élection présidentielle de 2017[31] : 85,67 % pour Emmanuel Macron (REM), 14,33 % pour Marine Le Pen (FN). Le taux de participation était de 80,18 %.
- Élection présidentielle de 2022[32] : 80,90 % pour Emmanuel Macron (LREM), 19,10 % pour Marine Le Pen (RN). Le taux de participation était de 79,15 %.

#### Élections législatives
Résultats des deuxièmes tours :
- Élections législatives de 2012[33] : 50,68 % pour Jean-Jacques Guillet (UMP), 49,32 % pour Catherine Lime-Biffe (PS). Le taux de participation était de 62,97 %.
- Élections législatives de 2017[34] : 64,40 % pour Jacques Maire (LREM), 35,60 % pour Gilles Boyer (LR). Le taux de participation était de 51,08 %.
- Élections législatives de 2022[35] : 61,89 % pour Prisca Thévenot (Ensemble), 38,11 % pour Annie Larroque Comoy (NUPES). Le taux de participation était de 58,71 %.

#### Élections européennes
Résultats des deux meilleurs scores :
- Élections européennes de 2014[36] : 23,50 % pour Alain Lamassoure (UMP), 15,43 % pour Marielle de Sarnez (MoDem). Le taux de participation était de 54,68 %.
- Élections européennes de 2019[37] : 33,85 % pour Nathalie Loiseau (LREM), 18,72 % pour Yannick Jadot (EÉLV). Le taux de participation était de 61,82 %.
- Élections européennes de 2024[38] : 21,19 % pour Valérie Hayer (Renaissance), 19,18 % pour Raphaël Glucksmann (Place publique). Le taux de participation était de 62,96 %.

#### Élections régionales
Résultats des deux meilleurs scores :
- Élections régionales de 2015[39] : 51,96 % pour Valérie Pécresse (UMP), 39,28 % pour Claude Bartolone (PS). Le taux de participation était de 60,92 %.
- Élections régionales de 2021[40] : 50,25 % pour Valérie Pécresse (DVD), 30,84 % pour Julien Bayou (EÉLV). Le taux de participation était de 43,34 %.

#### Élections départementales
Résultats des deux meilleurs scores :
- Élections départementales de 2015[41] : 59,63 % pour Denis Larghero et Armelle Tilly (DVD), 40,37 % pour Cécile Ardans-Vilain et Denis Maréchal (PS). Le taux de participation était de 47,53 %.
- Élections départementales de 2021[42] : 59,22 % pour Denis Larghero et Armelle Tilly (DVD), 40,78 % pour Monique Couteaux et Moumene Hadji (DVG). Le taux de participation était de 43,27 %.

#### Élections municipales
Résultats des deuxièmes tours ou du premier tour si dépassement de 50 % :
- Élections municipales de 2014[43] : 53,49 % pour Jean-Jacques Guillet (DVD), 21,23 % pour Thierry Besançon (DVG). Le taux de participation était de 60,85 %.
- Élections municipales de 2020[44] : 50,89 % pour Jean-Jacques Guillet (DVD), 49,10 % pour Thierry Besançon (DVG). Le taux de participation était de 43,16 %.

### Administration municipale
Le nombre d'habitants au dernier recensement étant compris entre 20 000 et 29 999, le nombre de membres du conseil municipal est de 35.
Jean-Jacques Guillet (UMP, LR puis DVD) est le maire de Chaville depuis le 16 mars 2008. Il a succédé à Jean Levain, maire PRG de 1995 à 2008.
Conseil municipal de Chaville,.

### Liste des maires
Depuis la Libération, six maires se sont succédé à Chaville :
| Période      | Période                       | Identité                     | Étiquette         | Qualité |
| ------------ | ----------------------------- | ---------------------------- | ----------------- | --- |
| 1944         | 1947                          | Henri Berland (1899-1994)    | PCF               | Ouvrier tailleur, résistant Ancien conseiller d’arrondissement (1937 → 1940) |
| 1947         | 1955                          | Eugène Huttepain             | RPF               | Ancien colonel, administrateur colonial Démissionnaire |
| 1955         | 14 mars 1971                  | Gabriel Ausserré (1906-1995) | SFIO              | Employé de la RATP (ex-STCRP) Conseiller général de Chaville (1967→ 1973) |
| 14 mars 1971 | juin 1995                     | Marcel Houlier (1923-2007)   | CD puis UDF-CDS   | Ingénieur électronicien Conseiller régional d'Île-de-France Conseiller général de Chaville (1982 → 1996) Vice-président du conseil général                                                                            |
| juin 1995    | 16 mars 2008,                 | Jean Levain (1945- )         | PRG               | Cadre d'une banque internationale Conseiller régional d’Île-de-France (2006 → 2010) 1er vice-président d'Arc de Seine (2003 → 2008)                                                                                   |
| 16 mars 2008 | En cours (au 29 juillet 2021) | Jean-Jacques Guillet         | UMP → LR puis DVD | Ancien chef d'entreprise Député des Hauts-de-Seine (8e circ.) (1993 → 2017) Conseiller général de Chaville (2004 → 2008) Président du SIGEIF (1983 → ) Réélu pour le mandat 2014-2020, Réélu pour le mandat 2020-2026 |

### Distinctions et labels
Chaville a obtenu le niveau « trois fleurs » en 2004 au concours des villes et villages fleuris,.

### Jumelages
| Ville | Ville                       | Pays | Pays        |
| ----- | --------------------------- | ---- | ----------- |
|       | Alsfeld                     |      | Allemagne   |
|       | Borough londonien de Barnet |      | Royaume-Uni |
|       | Settimo Torinese            |      | Italie      |

Chaville est également jumelée avec les villes suivantes : 
- Thanh Hóa (Viêt Nam), depuis 1977[60]
- Korioukivka (Ukraine), depuis 2023[61]

## Population et société

### Démographie

#### Évolution démographique
L'évolution du nombre d'habitants est connue à travers les recensements de la population effectués dans la commune depuis 1793. Pour les communes de plus de 10 000 habitants les recensements ont lieu chaque année à la suite d'une enquête par sondage auprès d'un échantillon d'adresses représentant 8 % de leurs logements, contrairement aux autres communes qui ont un recensement réel tous les cinq ans,.

En 2022, la commune comptait 20 198 habitants, en évolution de −0,61 % par rapport à 2016 (Hauts-de-Seine : +2,75 %, France hors Mayotte : +2,11 %).
| 1793 | 1800 | 1806 | 1821 | 1831  | 1836  | 1841  | 1846  | 1851  |
| ---- | ---- | ---- | ---- | ----- | ----- | ----- | ----- | ----- |
| 537  | 537  | 650  | 794  | 1 385 | 1 526 | 1 562 | 1 770 | 1 806 |

| 1856  | 1861  | 1866  | 1872  | 1876  | 1881  | 1886  | 1891  | 1896  |
| ----- | ----- | ----- | ----- | ----- | ----- | ----- | ----- | ----- |
| 1 822 | 2 330 | 2 543 | 2 310 | 2 361 | 2 564 | 2 924 | 2 842 | 3 028 |

| 1901  | 1906  | 1911  | 1921  | 1926  | 1931   | 1936   | 1946   | 1954   |
| ----- | ----- | ----- | ----- | ----- | ------ | ------ | ------ | ------ |
| 3 633 | 3 758 | 4 321 | 6 465 | 8 727 | 10 948 | 12 474 | 13 226 | 14 508 |

| 1962   | 1968   | 1975   | 1982   | 1990   | 1999   | 2006   | 2011   | 2016   |
| ------ | ------ | ------ | ------ | ------ | ------ | ------ | ------ | ------ |
| 16 787 | 17 476 | 19 086 | 17 914 | 17 784 | 17 966 | 18 581 | 18 852 | 20 322 |

| 2021   | 2022   | - | - | - | - | - | - | - |
| ------ | ------ | - | - | - | - | - | - | - |
| 19 991 | 20 198 | - | - | - | - | - | - | - |

#### Pyramide des âges
En 2018, le taux de personnes d'un âge inférieur à 30 ans s'élève à 37,2 %, soit en dessous de la moyenne départementale (38,4 %). À l'inverse, le taux de personnes d'âge supérieur à 60 ans est de 20,4 % la même année, alors qu'il est de 20,0 % au niveau départemental.
En 2018, la commune comptait 9 997 hommes pour 10 705 femmes, soit un taux de 51,71 % de femmes, légèrement inférieur au taux départemental (52,41 %).
Les pyramides des âges de la commune et du département s'établissent comme suit.
| Hommes | Classe d’âge | Femmes |
| ------ | ------------ | ------ |
| 0,2    | 90 ou +      | 1,5    |
| 5,1    | 75-89 ans    | 7,6    |
| 12,9   | 60-74 ans    | 13,4   |
| 20,1   | 45-59 ans    | 21,0   |
| 22,1   | 30-44 ans    | 21,5   |
| 19,8   | 15-29 ans    | 17,2   |
| 19,8   | 0-14 ans     | 17,9   |

| Hommes | Classe d’âge | Femmes |
| ------ | ------------ | ------ |
| 0,6    | 90 ou +      | 1,6    |
| 5,2    | 75-89 ans    | 7,2    |
| 12,1   | 60-74 ans    | 13,5   |
| 19,3   | 45-59 ans    | 19,4   |
| 22,6   | 30-44 ans    | 21,9   |
| 20,2   | 15-29 ans    | 18,9   |
| 19,9   | 0-14 ans     | 17,4   |

### Enseignement
La commune relève de l'académie de Versailles. Les écoles sont gérées par l’inspection générale de l'inspection départementale de l’Éducation nationale de Nanterre. La circonscription fait partie du bassin d'éducation et de formation de Boulogne-Billancourt.

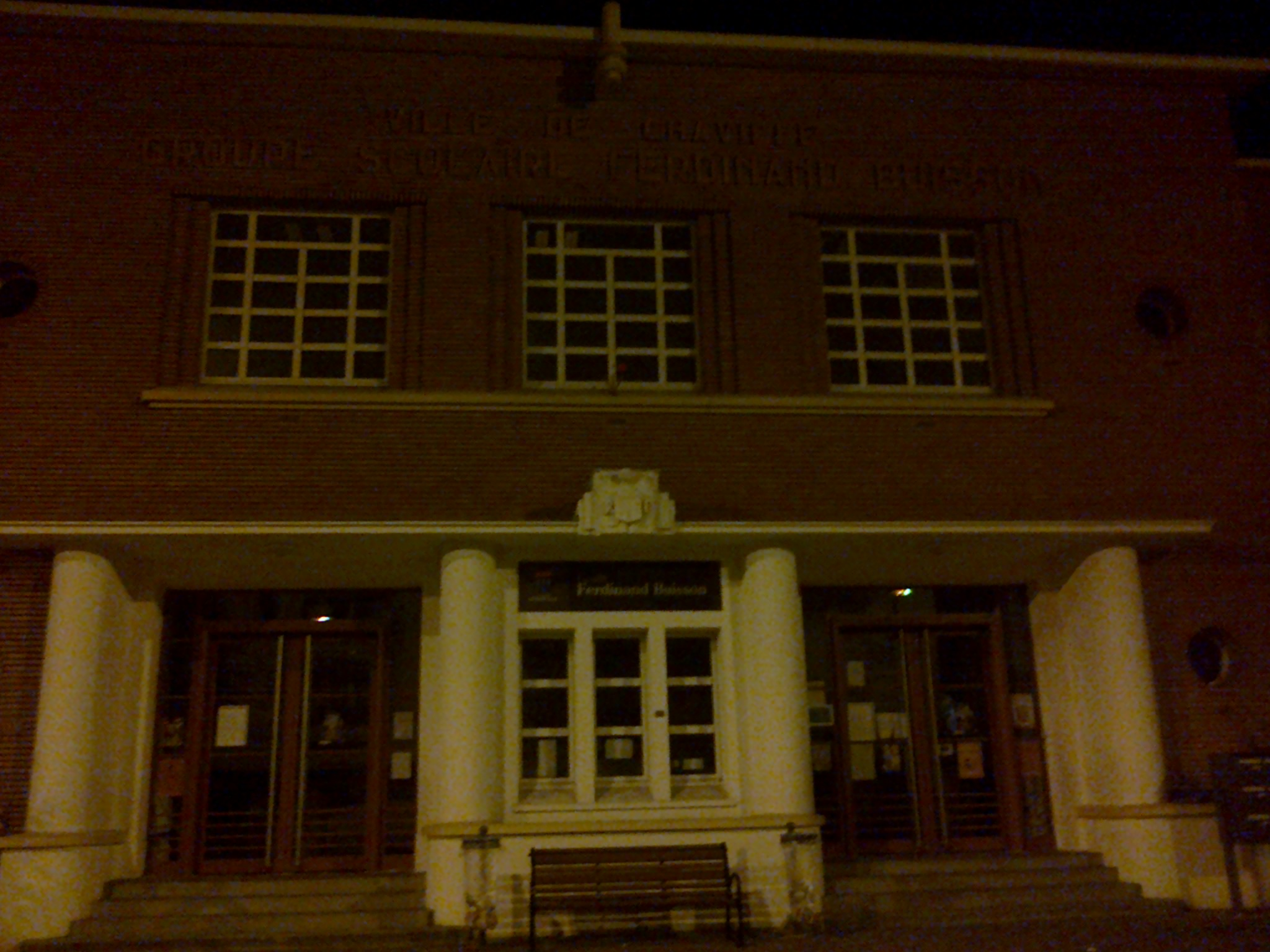
L'école Ferdinand-Buisson.

En 2023, la ville administre 5 écoles maternelles : Les Iris, Les Jacinthes, Le Muguet, Les Myosotis et Les Pâquerettes ; et trois écoles élémentaires communales : Anatole France, Paul Bert et Ferdinand Buisson.
Le Département gère un collège, le collège Jean-Moulin. Le lycée de secteur est le lycée Jean-Pierre-Vernant de Sèvres, qui accueille également des sections internationales anglais et allemand.
Les établissements universitaires sont situés à Paris, sur le plateau de Saclay, à Versailles Saint-Quentin-en-Yvelines et sur le campus de l'université Paris-Ouest Nanterre La Défense.
À cela, il faut ajouter un établissement privé, l'Institut Saint-Thomas-de-Villeneuve, présent de la maternelle au lycée.

### Santé
La ville regroupe de nombreux professionnels de santé.
Le Centre Hospitalier des Quatre-Villes, éclaté sur deux sites situés à Sèvres et Saint-Cloud, est le plus proche en temps et en kilomètres. Il est le résultat de la fusion le 1er janvier 2006 entre le centre hospitalier intercommunal Jean-Rostand à Sèvres et le centre hospitalier de Saint-Cloud, cette nouvelle entité est au service du territoire des quatre communes : Chaville, Saint-Cloud, Sèvres et Ville-d'Avray.
Des établissements hospitaliers sont également situés à Versailles, Boulogne-Billancourt, Clamart, Garches, Suresnes et dans le 15e arrondissement de Paris.
Une caserne de la Brigade de sapeurs-pompiers de Paris est implantée dans le centre-ville de  Meudon. Un centre de secours du SDIS des Yvelines est également implanté dans la commune voisine de Viroflay.

### Sports
Chaville a de nombreuses installations sportives :
- le centre sportif Jean-Jaurès comporte deux gymnases (Colette-Besson et Léo-Lagrange), un terrain de football, une piste d’athlétisme à cinq couloirs, un dojo ainsi qu’un mur d’escalade, un mur de tir à l’arc et un mur de pelote basque ;
- le centre sportif Alphonse-Halimi est composé d’un gymnase, d’un dojo et d’une salle de boxe ;
- les trois écoles primaires ainsi que le collège ont leur propre gymnase ;
- le centre Val-Brisemiche est constitué de sept courts de tennis et de courts de squash ;
- à proximité de la forêt de Meudon se situe aussi le centre équestre du Val Saint Olaf
- il y a aussi un autre dojo dans le bas de Chaville et un terrain de tir à l’arc (Jardin d'Arc).

Il existe aussi à Chaville un grand nombre d’associations sportives.
Chaque année, la course Paris-Versailles traverse la commune le dernier dimanche de septembre. Elle se déroule sur un parcours de 16 km, du pied de la Tour Eiffel jusqu'au château de Versailles, via Paris 15e, Issy-les-Moulineaux, Meudon, Chaville, Vélizy-Villacoublay, Viroflay et traverse la forêt de Meudon sur 6 km.
Au printemps, l'Éco-Trail de Paris Île-de-France traverse la commune par la forêt de Meudon.

### Cultes
Les Chavillois disposent de lieux de culte catholique, musulman, orthodoxe et protestant.

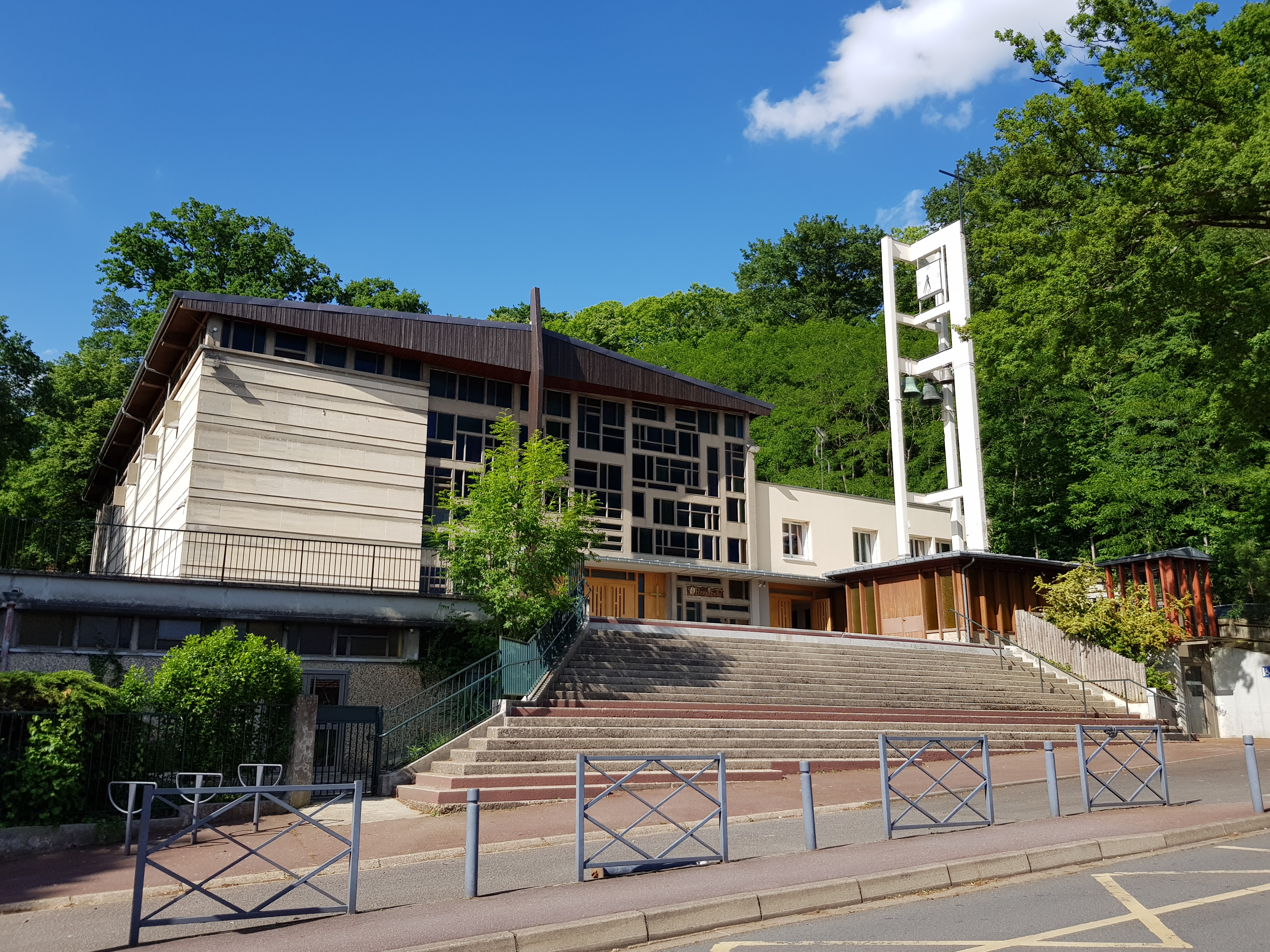
Eglise Sainte-Bernadette

- La commune de Chaville fait partie du doyenné des Collines, l'un des neuf doyennés du diocèse de Nanterre[71].

Au sein de ce doyenné, les deux lieux de culte catholique (l'église Notre-Dame-de-Lourdes et l'église Sainte-Bernadette) relèvent respectivement des deux paroisses de Chaville,. L'ancienne église Notre-Dame de Chaville a été détruite en 1966.
- En 2017, la communauté musulmane dispose d'un lieu de culte[74] au sein de la maison associative municipale.
- L'église Grégoire Ier l'Illuminateur[75] regroupe la communauté de l'Église apostolique arménienne, Église orientale orthodoxe.
- La paroisse Notre-Dame souveraine[76], dépendant de l'archevêché des Églises orthodoxes russes en Europe occidentale (exarchat du patriarcat œcuménique) regroupe également en 2009 la communauté russe orthodoxe.

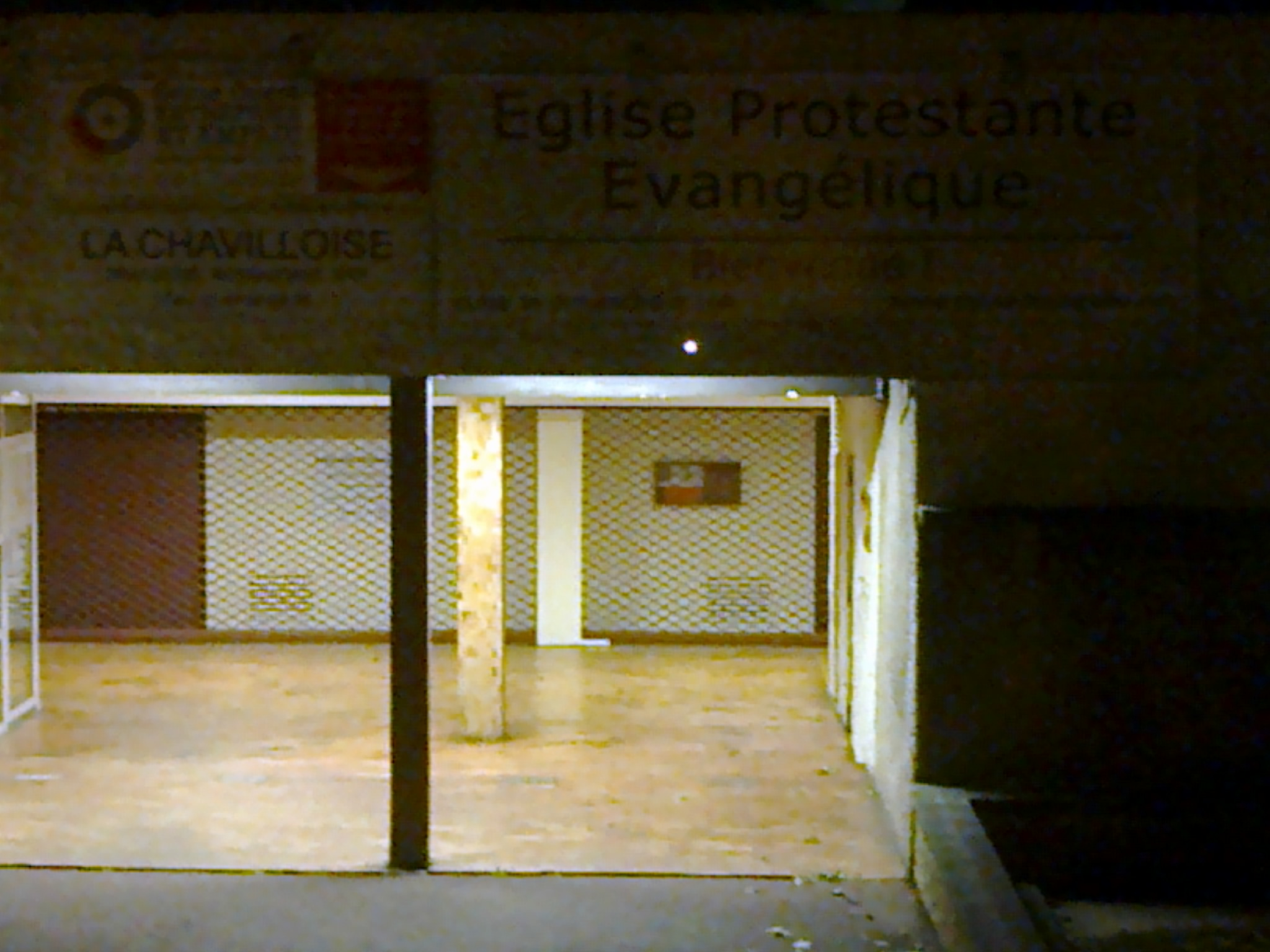
Église protestante évangélique.

- En 2009, une église protestante évangélique[77] regroupant la communauté évangélique est présente à Chaville.
- Une pagode bouddhiste, la Tinh Tam, est située à Sèvres.

## Économie
Commune en majorité résidentielle, Chaville compte de nombreux commerces, la plupart concentrés sur l'avenue Roger-Salengro. La commune se situe à proximité de plusieurs bassins d'emplois, notamment à Versailles, Vélizy-Villacoublay, Saint-Quentin-en-Yvelines, La Défense, dans le quartier d'affaires du Val de Seine et sur le plateau de Saclay. Par le train, le bassin de l'aire urbaine de Paris est aisément accessible, tout comme les principaux quartiers d'affaires parisiens.

### Revenus de la population et fiscalité
En 2010, le revenu fiscal médian par ménage était de 40 613 €, ce qui plaçait Chaville au 2 206e rang parmi les 31 525 communes de plus de 39 ménages en métropole.

## Culture locale et patrimoine

### Lieux et monuments

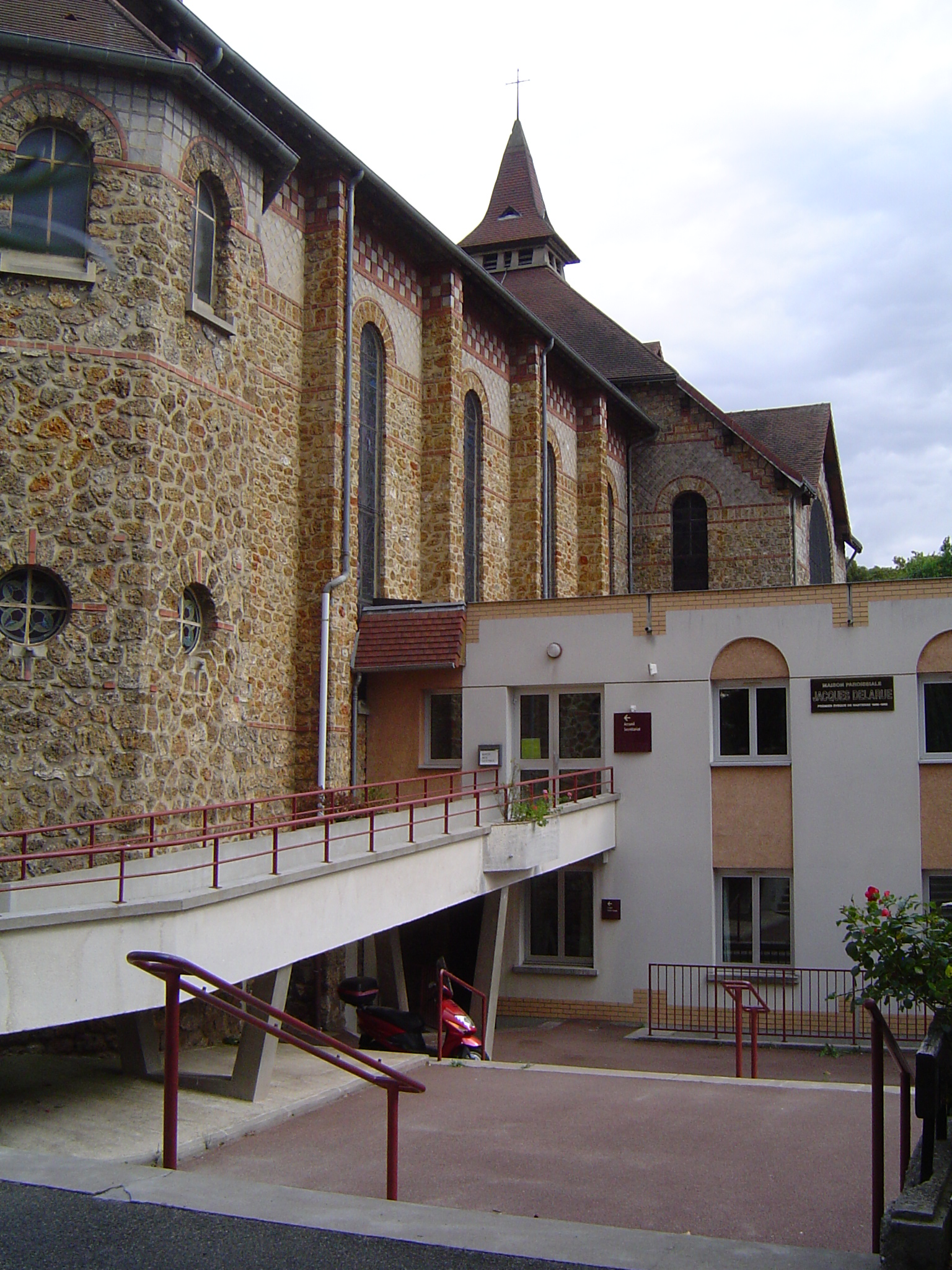
L'église Notre-Dame-de-Lourdes (vue de côté).

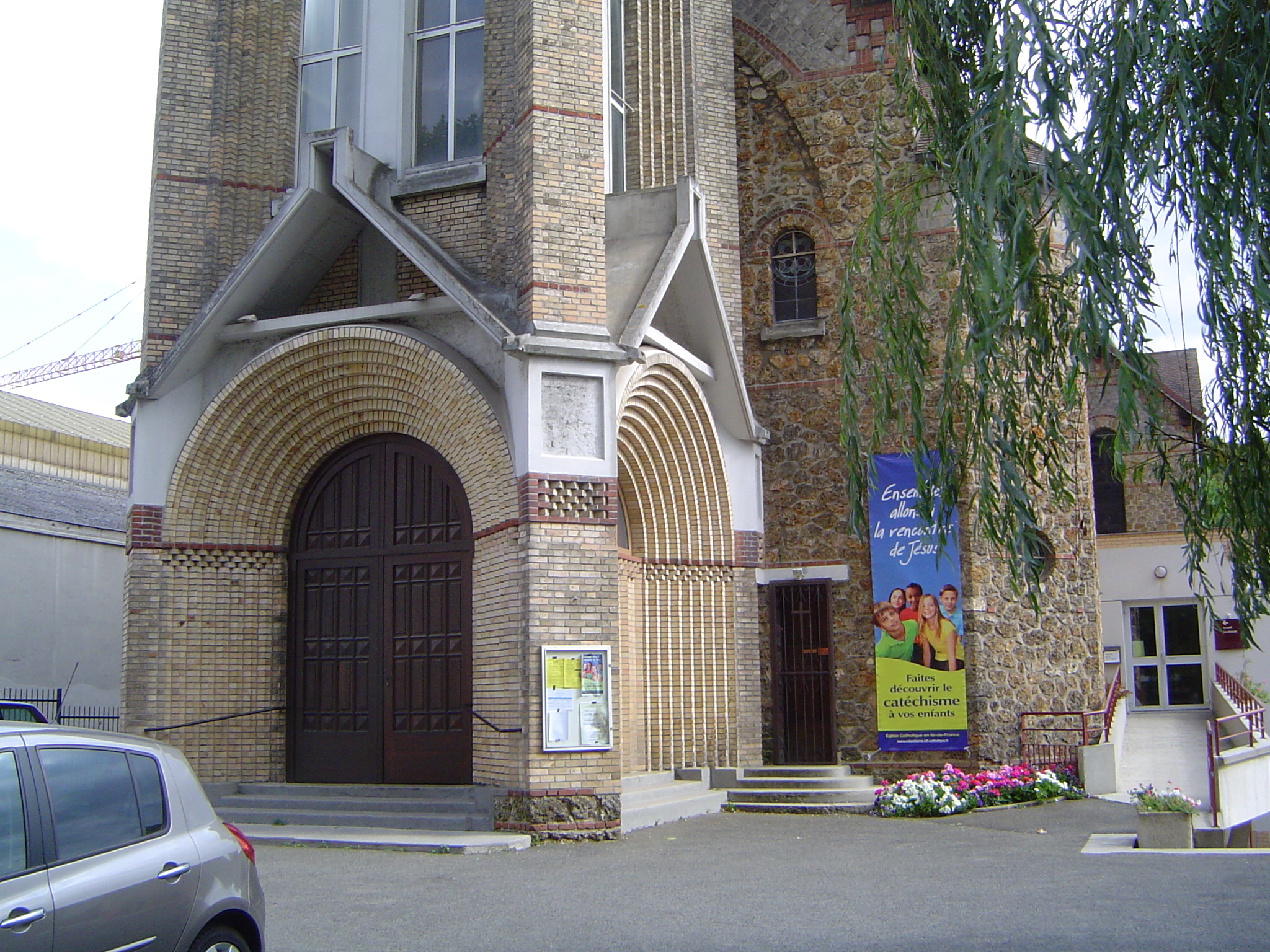
L'église Notre-Dame-de-Lourdes (porche d'entrée).

- L'église Notre-Dame-de-Lourdes
Cette église[79] a été construite de 1911 à 1926 par l'architecte Alphonse Augustin Richardière, le projet initial voulait imiter la basilique de l'Immaculée-Conception de Lourdes. Elle a été achevée en 1935 par l'érection du clocher. Le presbytère qui lui est accolé a été construit en 1952 et les salles paroissiales datent quant à elles de 1983. Cette église contient de jolis vitraux dus à Albert Gsell.

- Le « rendez-vous de chasse », aujourd'hui mairie 
Ce pavillon de chasse[80] a été construit en 1814 pour le comte d'Artois, futur Charles X. Chaville en a fait sa mairie en 1910. Des salles annexes ont été ajoutées en 1938 à l'arrière et du côté ouest, puis en 1981 du côté est pour faire une salle de conseil.
- L'école des sœurs de Saint-Thomas de Villeneuve 
Ce couvent[81] a été construit sur un terrain qui abrita une brasserie jusqu'en 1804 exploitée par Santerre pendant la Révolution, pour les sœurs de Saint-Thomas de Villeneuve, arrivées à Chaville en 1861. De ce couvent quasiment entièrement détruit, ne subsiste aujourd'hui que la chapelle construite en 1863.
- Statue de Notre-Dame du Bon Repos 

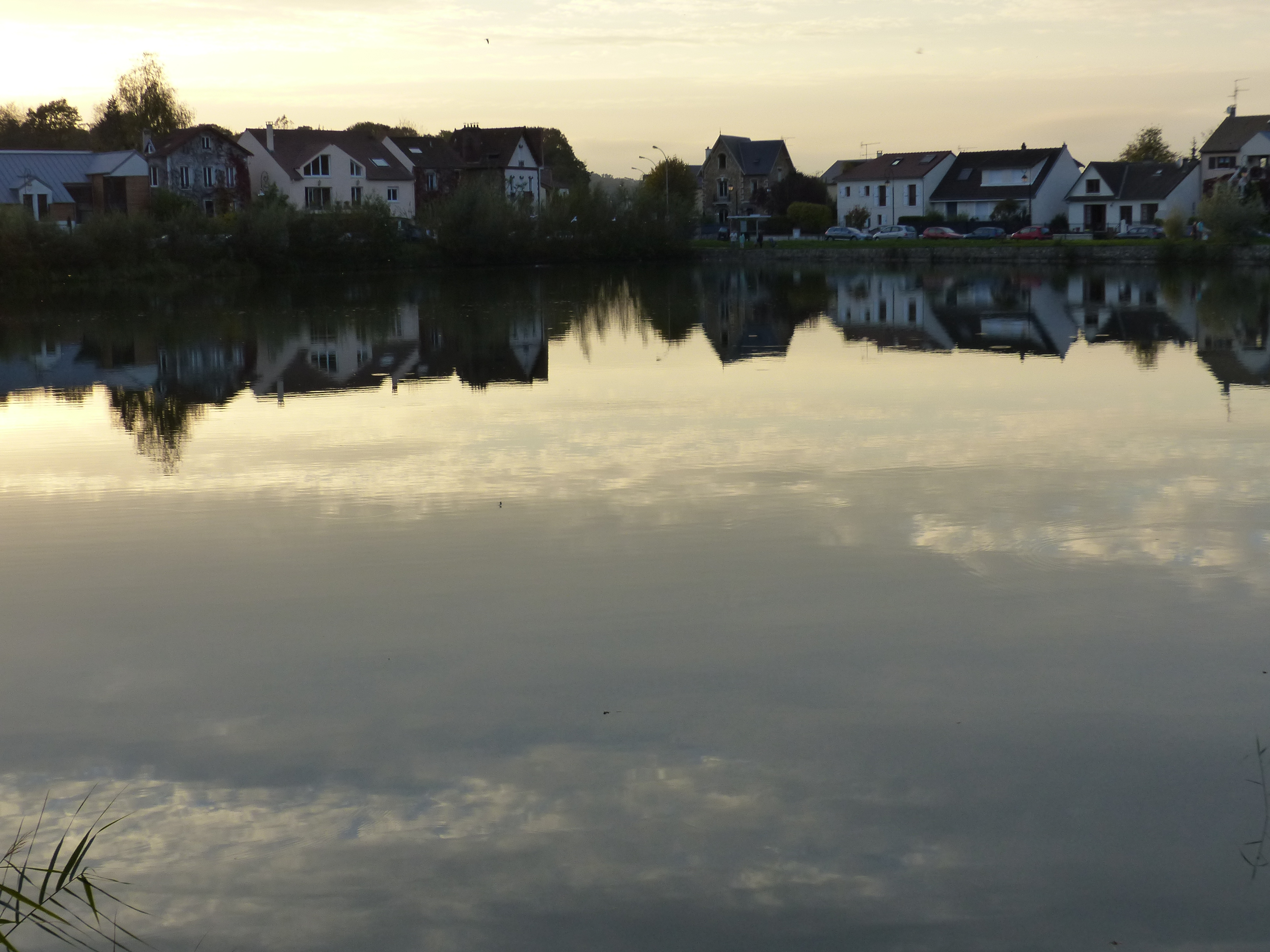
Crépuscule sur l'étang d'Ursine.

Une statue dédiée à Notre-Dame du Bon Repos est située au bas de la côte des Gardes, dans la forêt. C’est une œuvre du sculpteur chavillois Fernand Pointeau[82].
- Les bois et l'étang.

| Intitulé                                   | Ensemble classé | Ensemble inscrit |
| ------------------------------------------ | --------------- | ---------------- |
| Bois de Meudon et Viroflay et leurs abords |                 | x                |
| Étang d'Ursine et ses berges               |                 | x                |
| Bois de Fausses-Reposes                    |                 | x                |
| Source : Iaurif                            |                 |                  |

### Chaville à la télévision
La série télévisée Irresponsable lancée le 22 juin 2016 sur les écrans français a été tournée à Chaville, ville dans laquelle se déroule l'intrigue.

### Personnalités liées à la commune
- Jean Bureau (1390-1463), grand-maître de l'artillerie du roi Charles VII.
- François Michel Le Tellier de Louvois (1641-1691), homme d'État français, ministre de Louis XIV.
- Paul Huet (1803-1869), peintre français ayant vécu à Chaville entre 1863 et sa mort.
- Jean-Léon Le Prévost (1803-1874), religieux catholique français, fondateur des Religieux de Saint Vincent de Paul, a longtemps vécu à Chaville dans une maisonnette près des bois.
- Louis Conneau (1856-1930), général de division, mort à Chaville.
- Marguerite Turner (1863-1936), peintre française, morte à Chaville.
- Marcel Schwob (1867-1905), écrivain français, né à Chaville.
- Lucien d'Eaubonne (1870-1914), peintre, sculpteur et médailleur, né à Chaville.
- André Dunoyer de Segonzac (1884-1974), artiste-peintre, a vécu avenue Sainte-Marie.
- Pauline Carton (1884-1974), comédienne, a vécu avenue de la Résistance.
- Marcel Riffard (1886-1981), ingénieur industriel, mort à Chaville.
- Philippe Soupault (1897-1990), écrivain français, né à Chaville.
- Claude Bouscau (1909-1985), graveur-sculpteur, a dirigé l'Académie des Beaux-Arts de Chaville.
- Christian Wouters (1919-2003), graveur-sculpteur chavillois, réalisa ce buste du général de Gaulle : http://arche-chaville.fr/spip/IMG/pdf/general_de_Gaulle.pdf
- Albert Ducrocq (1921-2001), scientifique, journaliste et écrivain, mort à Chaville.
- Brigitte Sabouraud (1922-2002), auteure-compositrice-interprète, inhumée au cimetière de Chaville.
- Audouin Dollfus (1924-2010), astronome et aéronaute, a vécu à Chaville de 1963 à sa mort.
- Philippe Castelli (1925-2006), comédien et homme de télévision, né à Chaville.
- Peter Handke (1942), écrivain, traducteur, scénariste et réalisateur autrichien, installé à Chaville depuis 1991[85].
- Patrick Poivey (1948-2020), comédien de doublage, mort à Chaville.
- Mylène Farmer (1961), auteure-compositrice-interprète franco-canadienne, a passé, à partir de 1969, son enfance puis son adolescence à Chaville.
- Pieter de Villiers (1972), rugbyman.
- Arnaud Ramsay (1972), journaliste sportif.
- Cyrille Eldin (1973), acteur et animateur de télévision.
- Hapsatou Sy (1981), entrepreneuse et animatrice de télévision.
- Housse de Racket, groupe de musique électronique fondé en 2005 par deux chavillois, Victor Le Masne et Pierre Leroux. Ils sont également associés aux groupes Phoenix et Air.

### Héraldique
|  | Il s'agit des armes de la famille Le Tellier, adoptées pendant le règne d'Henri IV de France. Elles peuvent se blasonner ainsi aujourd’hui : D'azur à trois lézards d'argent posés en pal, rangés en fasces au chef de gueules chargé (ou au chef cousu de gueules) de trois étoiles d'or |

## Pour approfondir